# Dryopteris decipiens
Dryopteris decipiens är en träjonväxtart som först beskrevs av William Jackson Hooker, och fick sitt nu gällande namn av O. Kze. Dryopteris decipiens ingår i släktet Dryopteris och familjen Dryopteridaceae. Utöver nominatformen finns också underarten D. d. diplazioides.